# Carlos Aguiar Retes
Carlos Aguiar Retes (ur. 9 stycznia 1950 w Tepic) – meksykański duchowny rzymskokatolicki, arcybiskup Tlalnepantla de Baz od 2009 do 2018, arcybiskup Meksyku od 2018, przewodniczący CELAM w latach 2011–2015, kardynał.

## Życiorys
Święcenia kapłańskie otrzymał 22 kwietnia 1973 i został inkardynowany do diecezji Tepic. Był m.in. rektorem seminarium w Tepic i przewodniczącym organizacji zrzeszających meksykańskie seminaria, a także wykładowcą Papieskiego Uniwersytetu Meksyku i dyrektorem domu studenckiego dla księży tam studiujących.
28 maja 1997 papież Jan Paweł II mianował go biskupem diecezjalnym diecezji Texcoco. Sakry biskupiej udzielił mu kard. Adolfo Antonio Suárez Rivera.
W latach 2006–2012 był przewodniczącym Konferencji Episkopatu Meksyku (Conferencia del Episcopado Mexicano). W latach 2000–2003 był sekretarzem generalnym CELAM, zaś w latach 2003–2007 jej pierwszym wiceprzewodniczącym.
5 lutego 2009 został mianowany biskupem ordynariuszem archidiecezji Tlalnepantla de Baz.
19 maja 2011 został wybrany na czteroletnią kadencję przewodniczącego CELAM.
9 października 2016 ogłoszono jego nominację kardynalską. Kreowany kardynałem prezbiterem Santi Fabiano e Venanzio a Villa Fiorelli 19 listopada 2016.
7 grudnia 2017 został prekonizowany na arcybiskupa Meksyku, zaś 5 lutego 2018 kanonicznie objął urząd. Brał udział w konklawe 2025, które wybrało papieża Leona XIV.